# Palazzo Corsini al Parione
A Palazzo Corsini al Parione  (Lungarno Corsini 10. ) firenzei palota.

## Története
A mai palota helyén a korábbiak több kisebb épület állt, mint például a Casino del Parione, amelyeket 1555-ben Bindo Altoviti elkobzott. Ezeket di Marignano márkinőnek ajándékozta, majd a birtok Don Giovanni di Medici, I. Cosimo de’ Medici fiának tulajdonába került. 1640-ben vásárolta meg Maddalena Machiavelli, Bartolomeo Corsini anyja, így került a birtok a befolyásos firenzei kereskedőcsalád, a Corsinik tulajdonába. Bartolomeo Corsini rendelte el egy új palota építését 1656-ban. Az építkezést Alfonso Parigi il Giovane kezdte el. Őt Ferdinando Tacca, majd Pier Francesco Silvani követte. Utóbbinak köszönhető az épület U-alakja. Az épületet végül 1737-ben, Antonio Maria Ferri tervei alapján fejezték be: ő alakította ki az Arnóra néző homlokzatot, a belső udvart, valamint a monumentális lépcsősort.

## Leírása
Az épület a késő barokk építészet egyik legszebb firenzei példája. A piano nobile (az olasz kifejezés jelentése: nemes emelet) termeit Carlo Marcellini stukkói valamint Rinaldo Botti és Alessandro Gherardini freskói díszítik. A Ferri-féle monumentális lépcsősort neoklasszicista szobrok díszítik, melyek közül a legszebb XII. Kelemen pápa szobra az első emeleten.  A piano nobile szintjén egy kis logetta is található, ezt Alessandro Rosi és Bartolomeo Neri freskói díszítik az 1650-es évek elejéről. A trónterem szintén gazdagon díszített, érdekessége Anton Domenico Gabbiani freskója 1696-ból, az Apoteózis.

## Galleria Corsini
Az épület első emeletén vannak a Galleria Corsini gyűjteménynek otthont adó termek. A Corsini-család magángyűjteménye értékes 17–18. századi itáliai és európai festők munkáit tartalmazza, többek között Pontormo, Luca Signorelli, Filippo Lippi, Giovanni Bellini, Salvator Rosa és Luca Giordano. A gyűjteményt Don Lorenzo di Corsini alapította 1765-ben.  Mivel továbbra is magánkézben van, csak bizonyos időszakokban vagy bejelentkezéssel látogatható.